# Mecina Bombarón
Mecina Bombarón (también llamada popularmente Mecina) es una localidad española perteneciente al municipio de Alpujarra de la Sierra, en la provincia de Granada, comunidad autónoma de Andalucía. Está situada en la parte centro-este de la comarca de la Alpujarra Granadina. A doce kilómetros del límite con la provincia de Almería, cerca de esta localidad se encuentran los núcleos de Yegen, Golco y Cádiar.
Mecina Bombarón es la principal población de Alpujarra de la Sierra y su capital municipal. El río Mecina —afluente del río Adra— y la cascada Las Chorreras son los lugares más interesantes de este pueblo.

## Etimología
Aunque se piensa que el topónimo deriva de "Mecina del Bombarrón", debido a algún bombazo sufrido durante la Guerra de la Independencia contra los franceses, lo cierto es que su primitiva denominación fue "Medina del Buen Varón" para sufrir posteriormente otros cambios y quedar tal como se conoce actualmente.

## Historia
Mecina Bombarón fue la patria chica de Abén Aboo, primo y sucesor de Abén Humeya.
Tras la expulsión de los moriscos en 1609, el pueblo fue repoblado con familias procedentes de Galicia, Asturias y León.

## Demografía
Según el Instituto Nacional de Estadística de España, en el año 2023 Mecina Bombarón contaba con 541 habitantes censados, lo que representa el 57,55% de la población total del municipio.

### Evolución de la población
| Gráfica de evolución demográfica de Mecina Bombarón entre 1842 y 1970 |
| |
| Población de derecho según los censos de población del INE Población de hecho según los censos de población del INEEn 1972 este municipio desaparece porque se agrupa en el municipio Alpujarra de la Sierra |

## Comunicaciones

### Carreteras
La principal vía de comunicación que transcurre por esta localidad es:
| Identificador | Denominación                | Itinerario          |
| ------------- | --------------------------- | ------------------- |
| A-4130        | Carretera Torvizcón-Laroles | Torvizcón - Laroles |

Algunas distancias entre Mecina Bombarón y otras ciudades:
| Ciudades | Distancia (km) |
| -------- | -------------- |
| Órgiva   | 44             |
| Granada  | 97             |
| Almería  | 98             |
| Jaén     | 188            |
| Murcia   | 298            |

## Servicios públicos

### Sanidad
Mecina Bombarón cuenta con un consultorio médico de atención primaria situado en la plaza de la iglesia s/n, dependiente del Área de Gestión Sanitaria Sur de Granada. El servicio de urgencias está en el centro de salud de Cádiar y el área hospitalaria de referencia es el Hospital Universitario San Cecilio (el PTS) de Granada capital.

### Educación
El único centro educativo que hay en la localidad es:
| Denominación genérica | Nombre del centro | Naturaleza | Dirección           |
| --------------------- | ----------------- | ---------- | ------------------- |
| Colegio rúblico rural | CPR Las Acequias  | Público    | C/ Iglesia Vieja, 7 |

## Cultura

### Patrimonio
El puente romano
Mecina conserva intacto un puente romano del antiguo Camino Real que unía Almería con Granada. Está situado por debajo del puente moderno de actual tránsito, y contrasta con éste por su singularidad y estilo.
No es un puente romano, sino que se llama o se denomina Romano, porque antiguamente en el lugar hacían los romanos un paso para cruzar el río y apoderarse de todo lo que encontraban de valor, esclavos, minerales y castañas; que eran transportadas por las ramblas de los ríos hasta el puerto de Adra. Es un puente medieval datado o fechada su construcción a finales del siglo XIII o inicios del XIV.

### Costumbres
En Mecina hay por costumbre que el Domingo de Resurrección todo el pueblo se vaya de merendica a una caseta, situada en el cruce de Golco. Se juntan los niños en pandillas y se llevan bocadillos, dulces y un hornazo, que es un bollo de pan con un huevo cocido en el interior. Allí se pasan todo el día jugando a juegos como el pañuelo o la comba.
En el mes de mayo, sobre los años 1970, se le rezaba un rosario a la Virgen de la Cabeza —patrona de Andalucía Oriental—. Todas las jóvenes llevaban flores, principalmente campanillas y algunas rosas.
En las fechas de los santos, en el mes de noviembre se tenía por costumbre hacer coronas para los familiares que habían fallecido.

### Gastronomía
Los platos tradicionales elaborados en este pueblo, provienen de los antepasados transmitiéndose las recetas de generación en generación. Estos platos se siguen elaborando aunque con menos frecuencia, pues las costumbres han cambiado.
Algunos de estos platos son: la piñata de caretos, la asadura de matanza, el guisote de habas, la sopa de pimentón, el puchero de parva, el pimentón de acelgas, el aliño de arencas y la asadura de cebolla.